# ZiU–5

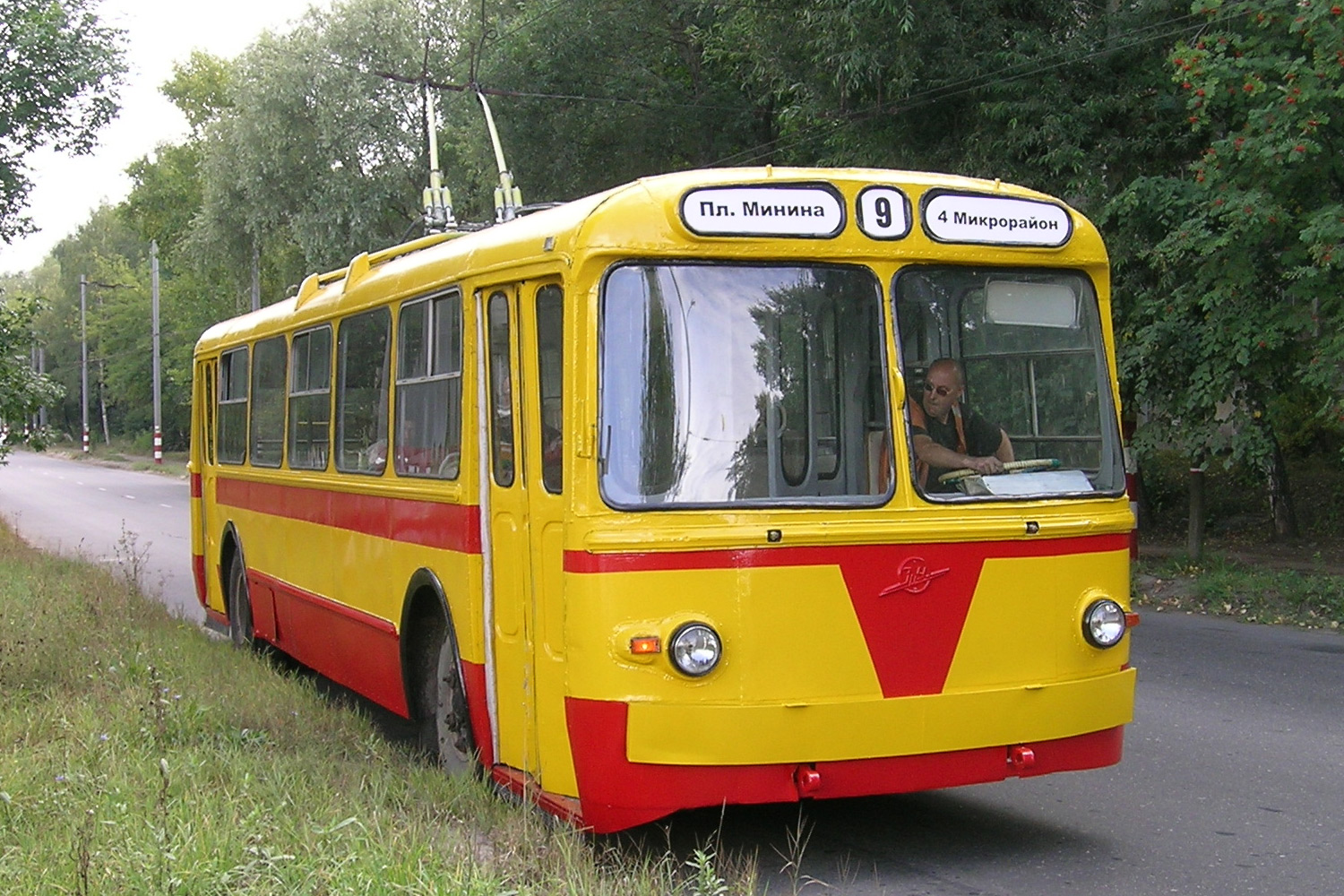
ZiU–5 trolibusz Oroszországban

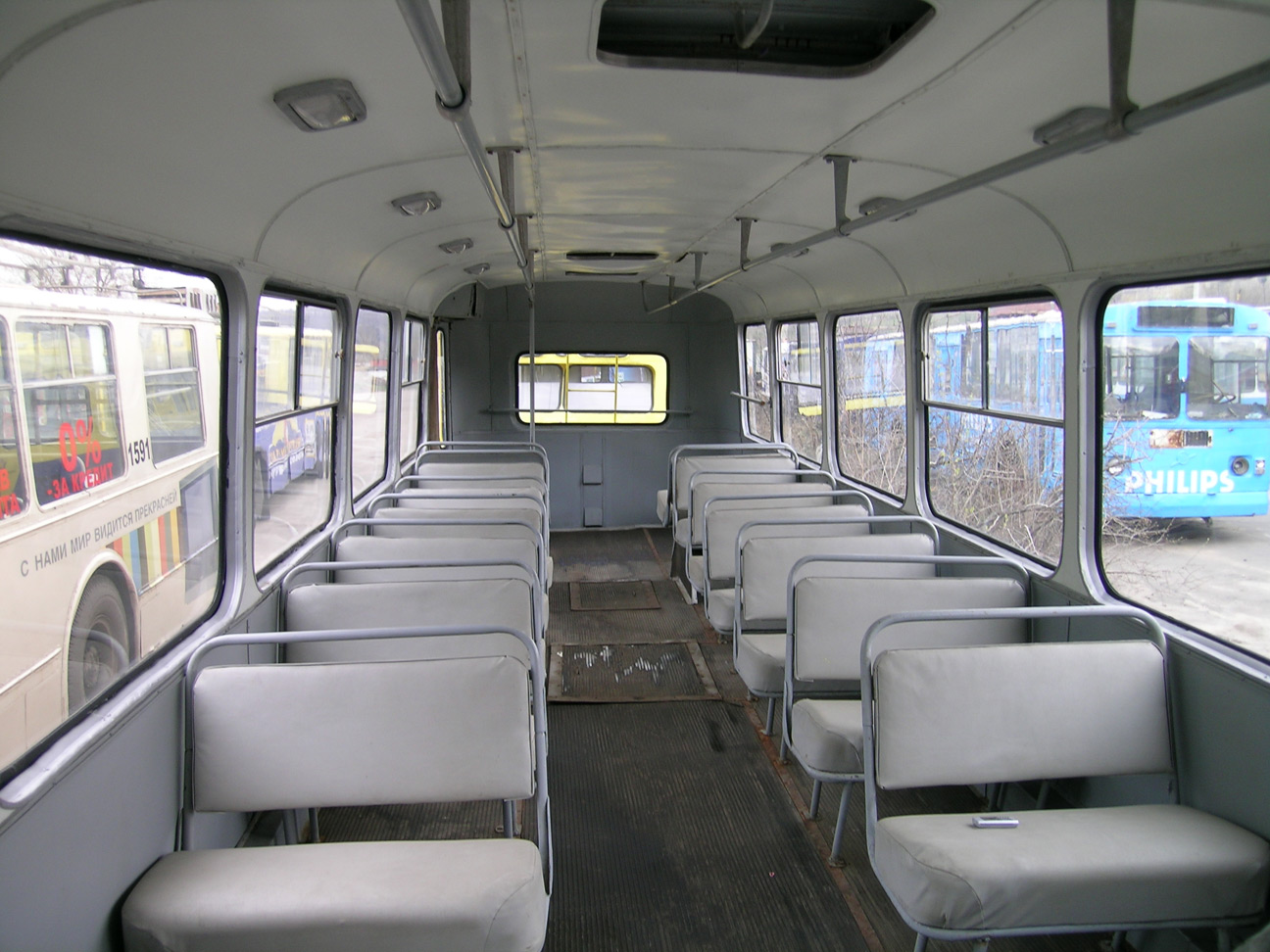
A ZiU–5 trolibusz utastere

A ZiU–5 (oroszul ЗиУ-5) egy szovjet trolibusztípus, amit Urickij trolibuszgyár (ZiU) gyártott 1959 és 1972 között. Korszerűsített változatai, a ZiU–7 és a ZiU–9 gyártása. Összesen 14 632 db ZiU–5 trolibusz készült. Magyarországon az FVV és a BKV állította szolgálatba.

## Története
Az 1946-tól gyártott és az 1950-es éveke közepére elavulttá vált MTB–82 trolibuszok leváltására a ZiU 1956-ban kezdte el egy új típus kifejlesztését. A kifejlesztett TBU–1 azonban csak átmeneti típus maradt, 1958-ig csak egy 10 darabos kísérleti széria készült belőle. A ZiU–5-t a TBU–1 továbbfejlesztésével alakították ki 1959-ben úgy, hogy megfeleljen az akkori szállítási igényeinek. Karosszériája aluminiumból készült, 35 ülő- és 90 állóhely volt rajta. Hátrány volt, hogy két kisméretű ajtót kapott elöl és hátul, illetve a vezetőfülkéből (az első ajtó elhelyezkedése miatt) jobbra nehezen lehetett kilátni. Néhány déli és nyugati köztársaságon kívül a Szovjetunió egész területén ilyen típusú trolibuszok közlekedtek. A ZiU–9-esek forgalomba állítása után fokozatosan vonták ki őket a forgalomból az 1980-as években.

## Trolik Budapesten
| Érkezés  | Pályaszám | Darabszám |
| -------- | --------- | --------- |
| 1966     | 500–519   | 20        |
| 1967     | 520–549   | 30        |
| 1968     | 550–598   | 49        |
| 1969     | 599       | 1         |
| Összesen | Összesen  | 100       |

Az első kettő trolibuszt 1975-ben vonták ki a forgalomból aminek elektromos berendezését az Ikarus 260T és az Ikarus 280T prototípusába szerelték bele. 1976-ban 52 darabot, 1977-ben 12 darabot, 1978-ban 11-et, 1981-ben 4-et és az utolsó 19 darabot 1982-ben selejtezték. Az utolsó két évben a 72-es vonalán közlekedtek. Selejtezésük oka elsősorban az Ikarus 280T trolibuszok folyamatos forgalomba állítása volt, amikbe a ZiU–5 trolibuszok berendezéseit szerelték, a másik pedig az utód (ZiU–9) üzembe helyezése az 1970-es évek közepétől 1984-ig, amiből 172 darabot gyártottak a BKV-nak.

## Műszaki adatok
- Hossz: 11 780 mm
- Szélesség: 2680 mm
- Magasság: 3160 mm (szedő nélkül)
- Tengelytáv: 6100 mm
- Saját tömeg: 9 600 kg
- Ülő- és állóhelyek száma: 32/65 (5 fő/m²)
- Ajtók: 4–0–4
- Motor típusa: DK 207 G-1
- Motorteljesítmény: 110 kW

## ZiU–7
A ZiU–7 (oroszul ЗиУ-7) egy szovjet trolibusztípus, amit Urickij trolibuszgyár (ZiU) gyártott 1964 és 1969 között. Szembetűnő különbsége a ZiU–5-ösökhöz képest, hogy az MTB–82-es típushoz hasonlóan, az első ajtaját az A-tengely mögé helyezték. A típusból három darab készült, ezek Kirovban, Moszkvában és Csebokszáriban álltak forgalomba.

## Fordítás
- Ez a szócikk részben vagy egészben  a   SiU-5 című német Wikipédia-szócikk fordításán alapul.  Az eredeti cikk szerkesztőit annak laptörténete sorolja fel. Ez a jelzés csupán a megfogalmazás eredetét és a szerzői jogokat jelzi, nem szolgál a cikkben szereplő információk forrásmegjelöléseként.
- Ez a szócikk részben vagy egészben  a(z)   ЗиУ-5 című orosz Wikipédia-szócikk fordításán alapul.  Az eredeti cikk szerkesztőit annak laptörténete sorolja fel. Ez a jelzés csupán a megfogalmazás eredetét és a szerzői jogokat jelzi, nem szolgál a cikkben szereplő információk forrásmegjelöléseként.